# الدوري الفرنسي الدرجة الثانية 1933–34
الدوري الفرنسي الدرجة الثانية 1933–34 (بالفرنسية: Championnat de France de football D2 1933-1934)‏ هو الموسم 1 من الدوري الفرنسي الدرجة الثانية. أشرف على تنظيمه اتحاد فرنسا لكرة القدم، وكان عدد الأندية المشاركة فيه 16، وفاز فيه نادي النجم الأحمر سانت أوين.